# Tanga-Inseln
Die Tanga-Inseln sind eine Inselgruppe in Papua-Neuguinea, 55 km nordöstlich von Neuirland. Sie gehören zur Provinz New Ireland und zum Bismarck-Archipel. Die größten Inseln sind Malendok (35 km²) und Boang (27 km²), kleinere Inseln sind Lif, Tefa, Bitlik und Bitbok. Die Tanga-Inseln sind die kleinste Inselgruppe der Tabar-Lihir-Tanga-Feni-Inselkette.
Die Inselgruppe wurde im April 1643 von Abel Tasman entdeckt. Sie wurden auch Anthony-Caens-Inseln, Caens-Inseln oder D'Oraisongruppe genannt. Von 1885 bis 1899 gehörten die Tanga-Inseln zum sogenannten „Deutschen Schutzgebiet“ und von 1899 bis 1914 zur Kolonie Deutsch-Neu-Guinea. 1914 wurden die Inseln von australischen Truppen erobert und nach dem Ersten Weltkrieg als Mandat des Völkerbundes von Australien verwaltet. Seit 1975 sind sie Teil des unabhängigen Staates Papua-Neuguinea.